# Christlich-Islamische Gesellschaft
Die Christlich-Islamische Gesellschaft e. V. (CIG e. V.) ist eine christlich-islamische Dialogorganisation in Deutschland. Sitz des Vereins ist Köln.

## Geschichte und Selbstverständnis
Der Verein wurde 1982 als „Christlich-Islamische Gesellschaft Nordrhein-Westfalen“ gegründet. 1989 wurde der Organisationsbereich ausgeweitet und der Zusatz „Nordrhein-Westfalen“ entfernt.
Laut ihrer Selbstdarstellung will die CIG Ort und Instrument der Begegnung zwischen Christen und Muslimen sein. Dabei soll eine Treue zur eigenen Identität und ein Anspruch auf das Recht zur Wahrung dieser Identität, zugleich aber auch die Bereitschaft bestehen, den jeweils anderen in seiner Religion, Kultur und Mentalität besser zu verstehen und zu akzeptieren. Das Gemeinsame solle betont und das Unterschiedliche nach Möglichkeit so erklärt werden, dass es nicht länger als trennend empfunden werde. Die CIG unterscheidet sich darin bewusst von multikulturellen Organisationen, welche die religiösen Unterschiede und Gemeinsamkeiten aus ihrer Arbeit ausklammern.
Die CIG versteht sich auch als „Minderheiten-Anwalt“ sowohl der muslimischen Minderheit in Deutschland als auch der christlichen Minderheiten in islamischen Ländern. Mitglieder der CIG können neben Christen und Muslimen auch Juden werden. Derzeitige Vorsitzende der Gesellschaft ist die Muslima Dunya Elemenler, Geschäftsführer der Christ Thomas Lemmen.
Die Gesellschaft ist Gründungsmitglied im Koordinierungsrat des christlich-islamischen Dialogs.

## Ehrungen
Die CIG erhielt 2002 den Integrationspreis der Stiftung Apfelbaum und war Preisträger 2010 des Preises Aktiv für Demokratie und Toleranz des Bündnisses für Demokratie und Toleranz für ihr Projekt Notfallseelsorge für Muslime und mit Muslimen.